# Eisteddfod

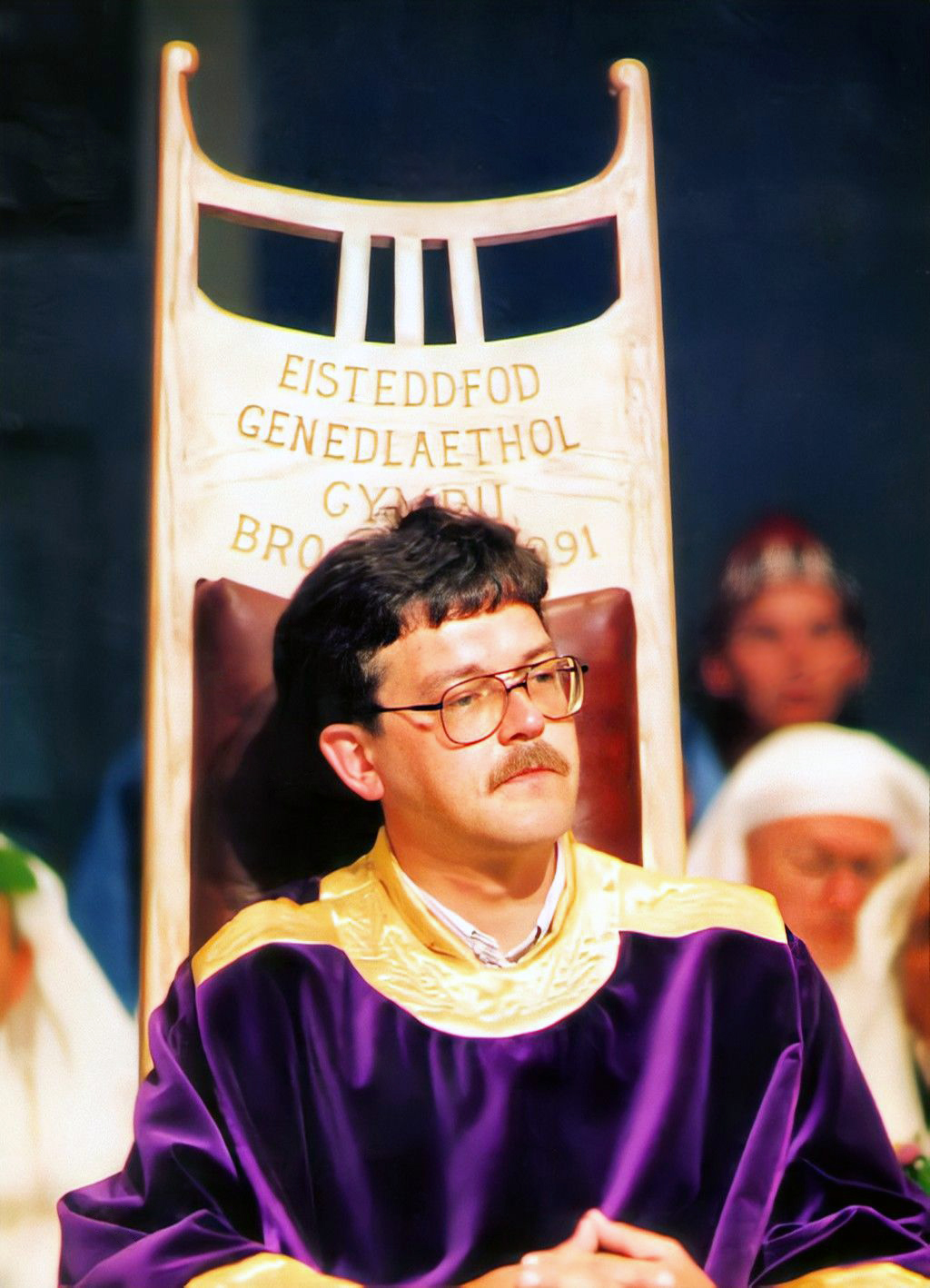
Robin Owain (Eisteddfod 1991)

Das Eisteddfod ([ə(i)ˈstɛðvɔd], Plural Eisteddfodau [ə(i)stɛðˈvɔda(ɨ)], von walisisch eistedd „sitzen“ und bod „sein“) ist ein Fest der Literatur, der Musik und des Gesangs in Wales. Die Tradition dieses Künstlertreffens geht zurück auf das erste Eisteddfod in Cardigan im 12. Jahrhundert, wurde aber zwischenzeitlich nahezu vergessen. Erst am Ende des 18. Jahrhunderts wurde sie im Rahmen romantischer Bewegungen und des erwachenden walisischen Nationalbewusstseins wiederbelebt.

## Veranstaltungen
Es gibt das sogenannte National Eisteddfod (Eisteddfod Genedlaethol), das alljährlich in der ersten Augustwoche abwechselnd im Süden und Norden von Wales abgehalten wird. Es findet ausschließlich in walisischer Sprache statt, und eine Ehrung oder ein Preis bei einem Eisteddfod ist für den Künstler eine hohe Auszeichnung. Der Austragungsort des National Eisteddfod wird jeweils im Vorjahr verkündet, zugleich mit der Veröffentlichung der Themen und Texte.
Für Jugendliche im Alter zwischen 7 und 24 gibt es das Eisteddfod yr Urdd, veranstaltet vom Jugendverband Urdd Gobaith Cymru, bei dem Wettbewerbe für Sänger, Vortragskünstler, Tänzer, Musiker und Schauspieler abgehalten werden. Es findet regelmäßig in den Sommerferien an wechselnden Orten statt, und alle vier Jahre in Cardiff.
International am bekanntesten ist das International Eisteddfod, das alljährlich in Llangollen stattfindet. Hier nehmen Chöre, Volkstanzgruppen und andere Künstler aus aller Welt teil. Es wird seit 1947 abgehalten und gilt als eine der weltgrößten Veranstaltungen ihrer Art. Im Jahr 2004 wurde es – allerdings erfolglos – für den Friedensnobelpreis nominiert.
Das Eisteddfod wird von der walisischen Bardenvereinigung Gorsedd Cymru (walisisch für Gorsedd von Wales) organisiert und veranstaltet. Eines der bekanntesten Mitglieder des Gorsedd ist seit August 2002 der frühere Erzbischof von Wales und frühere Erzbischof von Canterbury Rowan Williams.

## Austragungsorte des „National Eisteddfod“
| - 1861 – Aberdare - 1865 – Aberystwyth - 1881 – Merthyr Tydfil - 1882 – Denbigh - 1883 – Cardiff - 1884 – Liverpool - 1885 – Aberdare - 1886 – Caernarfon - 1887 – London - 1888 – Wrexham - 1889 – Brecon - 1890 – Bangor - 1891 – Swansea - 1892 – Rhyl - 1893 – Pontypridd - 1894 – Caernarfon - 1895 – Llanelli - 1896 – Llandudno - 1897 – Newport (Gwent) - 1898 – Blaenau Ffestiniog - 1899 – Cardiff - 1900 – Liverpool - 1901 – Merthyr Tydfil - 1902 – Bangor - 1903 – Llanelli - 1904 – Rhyl - 1905 – Mountain Ash - 1906 – Caernarfon - 1907 – Swansea - 1908 – Llangollen - 1909 – London - 1910 – Colwyn Bay - 1911 – Carmarthen - 1912 – Wrexham - 1913 – Abergavenny - 1914 – ausgefallen - 1915 – Bangor | - 1916 – Aberystwyth - 1917 – Birkenhead - 1918 – Neath - 1919 – Corwen - 1920 – Barry - 1921 – Caernarfon - 1922 – Ammanford - 1923 – Mold - 1924 – Pontypool - 1925 – Pwllheli - 1926 – Swansea - 1927 – Holyhead - 1928 – Treorchy - 1929 – Liverpool - 1930 – Llanelli - 1931 – Bangor - 1932 – Aberavon - 1933 – Wrexham - 1934 – Neath - 1935 – Caernarfon - 1936 – Fishguard - 1937 – Machynlleth - 1938 – Cardiff - 1939 – Denbigh - 1940 – Bangor - 1941 – Old Colwyn - 1942 – Cardigan - 1943 – Bangor - 1944 – Llandybie - 1945 – Rhosllanerchrugog - 1946 – Mountain Ash - 1947 – Colwyn Bay - 1948 – Bridgend - 1949 – Dolgellau - 1950 – Caerphilly - 1951 – Llanrwst - 1952 – Aberystwyth | - 1953 – Rhyl - 1954 – Ystradgynlais - 1955 – Pwllheli - 1956 – Aberdare - 1957 – Llangefni - 1958 – Ebbw Vale - 1959 – Caernarfon - 1960 – Cardiff - 1961 – Rhosllanerchrugog - 1962 – Llanelli - 1963 – Llandudno - 1964 – Swansea - 1965 – Newtown - 1966 – Aberavon - 1967 – Bala - 1968 – Barry - 1969 – Flint - 1970 – Ammanford - 1971 – Bangor - 1972 – Haverfordwest - 1973 – Ruthin - 1974 – Carmarthen - 1975 – Criccieth - 1976 – Cardigan - 1977 – Wrexham - 1978 – Cardiff - 1979 – Caernarfon - 1980 – Dyffryn Lliw - 1981 – Machynlleth - 1982 – Swansea - 1983 – Llangefni - 1984 – Lampeter - 1985 – Rhyl - 1986 – Fishguard - 1987 – Porthmadog - 1988 – Newport - 1989 – Llanrwst | - 1990 – Rhymney Valley - 1991 – Mold - 1992 – Aberystwyth - 1993 – Builth Wells - 1994 – Neath - 1995 – Colwyn Bay - 1996 – Llandeilo - 1997 – Bala - 1998 – Pencoed - 1999 – Llanbedrgoch - 2000 – Llanelli - 2001 – Denbigh - 2002 – St Davids - 2003 – Meifod - 2004 – Newport - 2005 – Y Faenol - 2006 – Swansea - 2007 – Mold - 2008 – Cardiff - 2009 – Bala - 2010 – Ebbw Vale - 2011 – Wrexham - 2012 – Vale of Glamorgan - 2013 – Denbighshire - 2014 – Llanelli - 2015 – Meifod - 2016 – Abergavenny - 2017 – Bodedern, Anglesey - 2018 – Cardiff - 2019 – Llanrwst - 2020 – ausgefallen - 2021 – ausgefallen - 2022 – Tregaron - 2023 – Boduan - 2024 – Pontypridd |